# Roger Baens
Roger Baens, né le 18 août 1933 à Molenstede et mort le 28 mars 2020 à Rillaar, est un coureur cycliste belge.
Professionnel de 1956 à 1964, il a notamment remporté trois étapes du Tour d'Espagne.

## Palmarès
- 1954
  - 4e étape du Tour de Belgique amateurs
- 1955
  -  Champion de Belgique indépendants
  - 2e étape du Tour de Belgique indépendants
- 1956
  - 2e d'Anvers-Gand
- 1957
  - 15e étape du Tour d'Espagne
- 1958
  - 3e étape du Tour de Belgique
  - Tour du Limbourg
  - Trois villes sœurs
  - Grand Prix de la ville de Zottegem
  - 2e de Nederboelare-Anzegem
- 1959
  - À travers la Belgique :
    - Classement général
    - 1re étape

  - Tour du Brabant
  - Grand Prix d'Orchies
  - Grand Prix de la Banque
  - 3e du Circuit du Limbourg
- 1960
  - 1re étape du Tour des Pays-Bas
  - Grand Prix des Carrières
  - Anvers-Liège-Anvers
  - 2e du Tour des Pays-Bas
  - 3e du Tour du Brabant
- 1961
  - 2e étape du Tour des Pays-Bas
  - 2e de Hoegaarden-Anvers-Hoegaarden
  - 2e du Grand Prix de Denain
- 1962
  - 2eb étape du Tour de France (contre-la-montre par équipes)
  - 2e du Circuit de la vallée de la Senne
  - 3e du Tour d'Allemagne
  - 3e de Bayonne-Bilbao
- 1963
  - 9e et 14e étapes du Tour d'Espagne

## Résultats sur les grands tours

### Tour de France
2 participations :
- 1962 : 43e, vainqueur de la 2eb étape (contre-la-montre par équipes)
- 1963 : abandon (10e étape)

### Tour d'Espagne
3 participations :
- 1957 : 22e, vainqueur de la 15e étape
- 1959 : abandon (10e étape)
- 1963 : 22e, vainqueur des 9e et 14e étapes